# Sergio Mur
Sergio Mur López (Madrid, 23 maggio 1977) è un attore spagnolo.

## Biografia
Ha partecipato in varie serie, opere teatrali e cortometraggi; è conosciuto per il suo ruolo di Jorge in Fisica o chimica, per il quale ha anche vinto il premio Shangay Express per la migliore interpretazione in TV. 
È legato sentimentalmente all'attrice spagnola Olivia Molina, con la quale ha avuto una figlia, Vera, ad agosto del 2012.

## Filmografia

### Cinema
- Interior (noche) (2005)
- Connecting people (2008)
- Arriba & Abajo (2009)
- 0,8 miligramos (2009)
- Juegos de Agua (2009)
- Eslogan (2010)
- Lluvia (Sóner Records) (2010)
- 3,2 (lo que hacen las novias) (2010)
- Muertos y Vivientes (2011)
- Muertos de Amor (2011)
- L'avvertimento (El aviso), regia di Daniel Calparsoro (2018)

### Televisione
- 20tantos (2002-2003)
- El Comisario (2003)
- Doble y Más (2003)
- Los Lunnis (2004-2005)
- Paso adelante (2005)
- SMS (Sin Miedo a Soñar) (2006-2007)
- Maitena: Estados Alterados (2007)
- Sin tetas no hay paraíso (2008)
- Impares (2008)
- Arrayán (2008-2009)
- Bicho malo, nunca muere (2009)
- La Tira (2009)
- Cuéntame como pasó (2009-2010)
- El Club del Chiste (2010)
- Los Protegidos (2010)
- El pacto (2010)
- Fisica o chimica (Física o Química) (2010)
- Vamos Tirando (2011)
- Aída (2011)
- 14 de abril. La República (2012)
- Gran reserva. El origen (2013)
- Los misterios de Laura (2014)
- Reina de corazones (2014)
- El señor de los cielos (2015-2016)
- Le ragazze del centralino (Las chicas del cable) – serie TV (2017)
- Papá a toda madre (2017-2018)

## Teatro
- El Madrid de Alatriste y de Los Literatos (2003)
- A propósito de la duda de Patricia Zangaro (2004)
- Molière x2: La Escuela de los Maridos y Las Preciosas Ridículas (2005)
- The Flying Circus: Los mejores sketches de los Monty Python (2005-2006)
- Closer de Patrick Marber (2006-2007)
- 4 Estaciones y 1 Día (2012)
- Antígona de Jean Anouilh (2013)